# Мацуяма, Масанори
| Открытые астероиды: 19 Все открытия сделаны совместно с Кадзуро Ватанабэ | Открытые астероиды: 19 Все открытия сделаны совместно с Кадзуро Ватанабэ |
| ------------------------------------------------------------------------ | ------------------------------------------------------------------------ |
| 4459 Nusamaibashi                                                        | 30 января 1990                                                           |
| 4584 Akan                                                                | 16 марта 1990                                                            |
| 5064 Tanchozuru                                                          | 16 марта 1990                                                            |
| 5215 Tsurui                                                              | 9 января 1991                                                            |
| 5291 Yuuko                                                               | 20 декабря 1990                                                          |
| 5293 Bentengahama                                                        | 23 января 1991                                                           |
| 5686 Chiyonoura                                                          | 20 декабря 1990                                                          |
| 5848 Harutoriko                                                          | 30 января 1990                                                           |
| 6098 Mutojunkyu                                                          | 31 октября 1991                                                          |
| 6210 Hyunseop                                                            | 14 января 1991                                                           |
| 8493 Yachibozu                                                           | 30 января 1990                                                           |
| 8824 Genta                                                               | 18 января 1988                                                           |
| (11873) 1989 WS2                                                         | 30 ноября 1989                                                           |
| (15718) 1990 BB2                                                         | 30 января 1990                                                           |
| (19983) 1990 DW                                                          | 18 февраля 1990                                                          |
| (21036) 1990 BA2                                                         | 30 января 1990                                                           |
| (23448) 1988 BG                                                          | 18 января 1988                                                           |
| (29144) 1988 FB                                                          | 16 марта 1988                                                            |
| (37586) 1991 BP2                                                         | 23 января 1991                                                           |

Масанори Мацуяма (яп. 松山正則 Мацуяма Масанори, 1950) —  японский астроном и первооткрыватель астероидов, родившийся в городе Кусиро в префектуре Хоккайдо. В период с 1988 по 1991 годы, совместно с другим японским астрономом Кадзуро Ватанабэ, открыл в общей сложности 19 астероидов.
Он женат на Юко Мацуяме (род. в 1950 году), в честь которой был назвал астероид (5291) Юко.
В знак признания его заслуг одному из астероидов было присвоено его имя (4844) Мацуяма.